# Saint-Crespin (Seine-Maritime)
Saint-Crespin is een gemeente in het Franse departement Seine-Maritime (regio Normandië) en telt 285 inwoners (2004). De plaats maakt deel uit van het arrondissement Dieppe.

## Geografie
De oppervlakte van Saint-Crespin bedraagt 6,3 km², de bevolkingsdichtheid is 45,2 inwoners per km².
De onderstaande kaart toont de ligging van Saint-Crespin (Seine-Maritime) met de belangrijkste infrastructuur en aangrenzende gemeenten.

## Demografie
Onderstaande figuur toont het verloop van het inwonertal (bron: INSEE-tellingen).